# Lijst van vlaggen van Nederlandse waterschappen
Dit artikel bevat een lijst van vlaggen van Nederlandse waterschappen. Nederland is verdeeld in 21 waterschappen, waarvan sommige hoogheemraadschap worden genoemd. De meeste waterschappen gebruikt het logovlaggen omdat er geen eigen waterschapsvlag voeren. De lijst is op alfabetische volgorde gesorteerd waarbij de woorden waterschap en hoogheemraadschap bij de sortering niet zijn meegenomen.
Door onder een vlag op 'Vlag van' te klikken, gaat u naar het artikel over de betreffende vlag. Door op de naam van het waterschap te klikken, gaat u naar het artikel over de betreffende waterschap.

Vlag van Aa en Maas
Vlag van het Waterschap Amstel, Gooi en Vecht
Vlag van Brabantse Delta
Vlag van Drents Overijsselse Delta
Vlag van De Dommel
Vlag van het Hoogheemraadschap van Delfland
Vlag van de Hollandse Delta
Vlag van het Hoogheemraadschap Hollands Noorderkwartier
Vlag van Hunze en Aa's
Vlag van Waterschap Limburg
Vlag van Noorderzijlvest
Vlag van Rijn en IJssel
Vlag van het Hoogheemraadschap van Rijnland
Vlag van het Rivierenland
Vlag van Scheldestromen
Vlag van het Hoogheemraadschap van Schieland en de Krimpenerwaard
Vlag van het Hoogheemraadschap De Stichtse Rijnlanden
Vlag van Vallei en Veluwe
Vlag van Vechtstromen
Vlag van het Wetterskip Fryslân
Vlag van Zuiderzeeland